# Trouble explosif intermittent
 Mise en garde médicale
Le trouble explosif intermittent (TEI) est un trouble comportemental caractérisé par des expressions extrêmes de colère, souvent au point de violence, disproportionnées par rapport à la situation qui survient. Il est actuellement catégorisé dans le Manuel diagnostique et statistique des troubles mentaux en tant que trouble des habitudes et des impulsions. Le TEI appartient à l'Axe I des troubles des habitudes et des impulsions listé dans le DSM-IV-TR, parmi la cleptomanie, pyromanie, jeu pathologique et autres. L'agression impulsive n'est pas préméditée, et est définie par une réaction disproportionnée à chaque réaction perçue. Certains individus rapportent des changements physiologiques (ex., tension, déprime).
Une étude de 2006 suggère que la prévalence est considérablement haute contrairement à ce qui était pensé auparavant.
La prévalence est plus élevée chez les hommes que chez les femmes. Le trouble en lui-même n'est pas facilement caractérisé et montre souvent une comorbidité avec d'autres troubles de l'humeur, particulièrement le trouble bipolaire. Les individus diagnostiqués de TEI rapportent que leurs accès de colère sont brefs (d'une durée d'une heure ou moins), avec toutes sortes de symptômes (sueurs, palpitations). Les agissements violents sont fréquemment rapportés accompagnés d'une sensation de soulagement, voire dans certains cas, de plaisir, mais accompagnés par la suite de remords. L’individu est alors dans une phase de perte de contrôle totale. Il pense alors que ses actes échappent à sa volonté consciente et qu'il est impuissant face à ses actions. Au niveau émotionnel, on observe une surcharge émotionnelle : souvent la colère, mais parfois une autre émotion (anxiété, honte…). Des moments de colère extrême suivraient des maux de tête sournois, une forte douleur dans la poitrine (brûlure aiguë) et une douleur oculaire (voire yeux rouges).

## Diagnostic
Le critère diagnostique du DSM-IV inclut : l'échec de résister à ses pulsions agressives, le niveau d'agressivité exprimé lors d'un épisode grossièrement disproportionné face à la provocation ou à une source de stress psychosocial, et, comme précédemment expliqué, le diagnostic est fait lorsque d'autres troubles mentaux qui peuvent porter préjudice (ex. trouble de la personnalité antisocial, personnalité borderline) sont démontrés. De loin, les actes d'agression ne peuvent être causés par une condition médicale générale, ex. traumatisme crânien, maladie d'Alzheimer, etc., à la suite d'un abus substantiel ou médicamenteux. Le diagnostic est fait lorsque des symptômes affectifs et comportementaux respectent les critères montrés dans le DSM-IV.
Le DSM-IV-TR est très pointilleux dans ses définitions du trouble explosif intermittent ce qui définit, essentiellement, l'exclusion d'autres conditions. Le diagnostic requiert :
1. Plusieurs épisodes de comportement impulsifs qui peuvent résulter de très forts dégâts envers un autre individu ou une propriété.
2. Le niveau d'agressivité est fortement disproportionné par rapport aux circonstances ou à la provocation.
3. La violence épisodique ne peut être provoquée par une autre condition médicale physique ou mentale.

## Traitement
Le traitement qui requiert la psychothérapie cognitivo-comportementale et les prises de psychotropes, parmi des alternatives, ont montré un succès temporaire. Des thérapies peuvent être faites pour aider le patient à reconnaitre et contrôler ses impulsivités. De multiples médicaments sont prescrits pour les patients atteints de TEI. 
Des antidépresseurs tricycliques et des inhibiteurs sélectifs de la recapture de la sérotonine tels que la fluoxetine, fluvoxamine et sertraline semblent apaiser certains symptômes psychopathologiques.